# Gold-Stachelmaus
Die Gold-Stachelmaus (Acomys russatus) ist ein im nordöstlichen Afrika und westlichen Asien verbreitetes Nagetier in der Gattung der Stachelmäuse. Deutliche Unterschiede zu anderen Gattungsmitgliedern bestehen im Aufbau der Backenzähne und in abweichenden genetischen Eigenschaften.

## Merkmale
Mit einer Kopf-Rumpf-Länge von 110 bis 120 mm, einer Schwanzlänge von 65 bis 70 mm sowie einem Gewicht von 36 bis 94 g ist die Art eine mittelgroße Stachelmaus. Wie andere Gattungsvertreter besitzt sie eine zugespitzte Schnauze und stachlige Haare auf dem Rücken. Der Übergang von der gelbbraunen Oberseite zur weißen Unterseite erfolgt schrittweise. Die Füße besitzen schwarze Sohlen. Der diploide Chromosomensatz enthält 66 Chromosomen (2n=66).
Unter den Augen befindet sich ein weißer Fleck und auf den schwarzen Ohren sind kurze Haare vorhanden. Auf dem silberschwarzen Schwanz sind vor allem die Schuppen erkennbar. Von den paarig angeordneten Zitzen der Weibchen liegen zwei auf der Brust und vier im Leistenbereich.

## Verbreitung
Das Verbreitungsgebiet reicht vom Norden Ägyptens östlich des Nils bis in den Süden von Syrien und entlang des Roten Meeres bis in den Westen von Jemen. Die Exemplare leben im Flachland und in Gebirgen bis 2000 Meter Höhe. Bis in die zweite Hälfte des 20. Jahrhunderts hatte die Art in Ägypten eine weitere Verbreitung. Die Gold-Stachelmaus lebt in felsigen Regionen mit verstreutem Bewuchs.

## Lebensweise
Die meist tagaktiven Exemplare ernähren sich vorwiegend von Insekten. Zusätzlich werden Schnecken und Pflanzensamen gefressen. Die Gold-Stachelmaus ist ein typisches Beispiel für Autotomie bei Stachelmäusen. Sie kann bei Angriffen von Beutegreifern ihren Schwanz oder Teile davon abwerfen.
Dieses Nagetier legt eine Fettschicht an, die unter Zeiten mit Torpor verbraucht wird. Verschiedene Populationen sind nachtaktiv. Wenn sie den Geruch der nachtaktiven Ägyptischen Stachelmaus (Acomys cahirinus) aufspüren, verändern sie ihre zeitlichen Gewohnheiten. Die Reviere von Weibchen und Männchen sind 340 bis 726 m² groß und überlappen sich. In Ägypten und Israel wurde keine Fortpflanzung im Winter dokumentiert. Weibchen sind etwa 40 Tage trächtig und gebären bis zu vier Nachkommen pro Wurf. Diese sind weit entwickelt und können sich nach kurzer Zeit selbstständig bewegen. Manche Weibchen säugen die Jungtiere anderer Mütter.

## Gefährdung
Für den Bestand liegen keine Bedrohungen vor. Warum die Population in Ägypten stark zurückging, ist nicht bekannt. In Landwirtschaftsgebieten wird die Art als Schädling eingestuft. Flöhe, die im Fell der Gold-Stachelmaus leben, übertragen Bakterien der Gattung Rickettsia, die Fleckfieber verursachen. In geeigneten Habitaten kommt die Art häufig vor. Sie wird von der IUCN als nicht gefährdet (least concern) gelistet.